# خايمي كيسادا
خايمي كيسادا (بالإسبانية: Jaime Quesada) هو لاعب كرة قدم إسباني في مركز الدفاع، ولد في 21 سبتمبر 1971 في برشلونة في إسبانيا. شارك مع منتخب كاتالونيا لكرة القدم. أما مع النوادي، فقد لعب مع ريال بيتيس وريكرياتيفو وكولتورال ليونيسا ونادي أوسبيتاليت ونادي لاردة ونادي لاس بالماس.

## وصلات خارجية
- خايمي كيسادا على موقع قاعدة بيانات كرة القدم.إي يو (الإنجليزية)
- خايمي كيسادا على موقع عالم كرة القدم.نت (الإنجليزية)